# Avunculat
Le terme avunculat est un terme technique utilisé, en anthropologie de la parenté, pour désigner une relation privilégiée entre Ego, personne de référence, et son « oncle maternel » ou, inversement, entre Ego et son neveu ou sa nièce utérine. 
Le terme avunculat dérive lui-même du latin avunculus, un terme de parenté utilisé pour désigner, dans cette langue, le frère de la mère (MB) par opposition au frère du père patruus (FB). Dans certaines sociétés à filiation matrilinéaire marquée, le rôle qui est déféré au père dans d'autres sociétés, peut être assumé par l'oncle maternel qui devient le « père social » des enfants de sa sœur. La notion d'avunculat n'est toutefois pas réservée à la désignation de cette formule de descendance (au demeurant plutôt rare) et elle peut également décrire une formule d'alliance matrimoniale. Le mariage d'un homme avec la fille de sa sœur est appelé ainsi mariage avunculaire. Si le terme avunculat s'applique aux liens qui unissent le frère de la mère et le fils ou la fille de la sœur, il peut cependant aussi, d'une façon plus lâche, s'employer pour désigner la relation entre un oncle paternel et un enfant de son frère.